# SWEET DREAMS (VAMPSの曲)
「SWEET DREAMS」（スウィート・ドリームス）は、日本のロックユニット、VAMPSの4枚目のシングル。2009年9月30日発売。発売元は主宰レーベル、VAMPROSE。

## 解説
1stアルバム『VAMPS』からシングルカットした作品で、VAMPSとしては初のリカットシングルとなっている。
本作の表題曲「SWEET DREAMS」は、ピアノがきらめくスロー・バラードとなっている。なお、この曲はK.A.Zが作曲を担当しているが、VAMPS名義で発表したシングルにおいてK.A.Z作曲の楽曲が表題曲になったのはこれが初となった（HYDE名義のシングル表題曲を含めると、2006年発表の「SEASON'S CALL」に続く2曲目となる）。また、グラマラスでへヴィなロックナンバーを多く手掛けるVAMPSにとって、異色の音源となっている。作曲を担当したK.A.Zはアルバム『VAMPS』発売時に受けたインタビューの中で、この曲のイメージと制作経緯について「ゆったりした曲も凄い好きなんですよ」「"これ（"SWEET DREAMS"）はHYDEが歌ったらカッコいいだろうな"、っていうのは前から凄くあって。8分の6拍子という、ちょっと変わった拍子で、ちょっと昔のロックバラード的なテイストもあると思うんですよ。たとえば、エアロ（スミス）だったり、モトリー（・クルー）だったり、そんな雰囲気も出したいなっていうのがあって」「この曲が自分の中でいいものだとわかってたんだけど、なかなか心地いいところにハマるパターンが見つからなくて、何回も何回もいじったりしてました」と述べている。また、HYDEはこの曲の制作を振り返り「昔ヘヴィメタルのアルバム聴いてても1曲だけ凄く素敵なバラードが入ってたりとかして、そういう雰囲気がこのアルバム（『VAMPS』）にあってもいい」と語っており、アルバム『VAMPS』に収録された楽曲では唯一となるスローバラードに仕上げられている。
なお、この曲のミュージック・ビデオは、ライヴツアー「VAMPS LIVE 2009 U.S.A.」で訪れたアメリカで撮影が行われており、アメリカツアーの模様を収めたドキュメンタリーになっている。映像監督は、ツアーに同行していた鶴岡雅浩が務めている。K.A.Zは2016年に受けたインタビューで、「個人的に一番お気に入りのVAMPSのMVは？」と聞かれた際に「アルバムだったり、ツアーを思い出せるような描写になっていて、曲の感じも伝わりやすいだろうし、個人的にはお気に入り」と述べ、この曲のミュージック・ビデオをあげている。
カップリングには、表題曲をアコースティックアレンジした「SWEET DREAMS -acoustic」が収録されている。このバージョンの制作には、久米大作（ex.プリズム、ex.THE SQUARE）がアレンジャーとして参加している。
本作は、完全生産限定盤（CD＋DVD）の1形態のみでリリースされた。付属されるDVDには、表題曲およびカップリング曲のミュージック・ビデオが収録されている。

## 収録曲
| #  | タイトル                   | 作詞 | 作曲  | 編曲         | 時間 |
| -- | -------------------------- | ---- | ----- | ------------ | ---- |
| 1. | 「SWEET DREAMS」           | HYDE | K.A.Z | VAMPS        | 5:50 |
| 2. | 「SWEET DREAMS -acoustic」 | HYDE | K.A.Z | Daisaku Kume | 5:46 |

## 完全生産限定盤付属DVD
1. SWEET DREAMS
ディレクター：鶴岡雅浩
2. SWEET DREAMS -acoustic
ディレクター：鶴岡雅浩

## タイアップ
SWEET DREAMS
- mu-mo「新・オンガク生活【mu-mo】」CMソング

## 参加ミュージシャン
SWEET DREAMS
- HYDE：Vocal
- K.A.Z：Guitar, Programming
  - Chirolyn：Bass
  - 有松益男：Drums
  - 富樫春生：Piano
  - 弦一徹ストリングス：Strings

## 収録アルバム
- 『VAMPS』 (#1)
- 『SEX BLOOD ROCK N' ROLL』 (#1,全英語詞による再録バージョン)